# حسن هيكل
حسن هيكل (1966 -) هو اقتصادي وكاتب مصري مهتم بالشأن العام.

## نشأته
حسن محمد حسنين هيكل وُلد حسن هيكل بشيراتون المطار , القاهرة عام 1966، حصل على شهادة الثانوية من مدرسة الجيزويت عام 1984، ثم التحق بقسم الاقتصاد في كلية الاقتصاد والعلوم السياسية جامعة القاهرة، وتخرج فيها عام 1988،هو ابن الكاتب الصحافي محمد حسنين هيكل.

## مسيرته
- عُيِّن حسن هيكل معيداً بكلية الاقتصاد والعلوم السياسية، غير أنه قرر ترك المجال الأكاديمي بعد نحو عامين، ليعمل في مجال البنوك والاقتصاد، فالتحق بقسم الائتمان بالبنك التجاري الدولي في الفترة من 1990 حتى 1993، ثم انتقل إلى مؤسسة «جولدمان ساكس»، وهي واحدة من أهم المؤسسات العالمية في مجال تقديم الاستشارات المالية والاقتصادية للحكومات والشركات الكبرى. وتولى حسن هيكل في «جولدمان ساكس» منصب مدير في قسم عمليات طرح الأسهم والاندماجات في أوروبا الغربية. وفي نهاية عام 2005، التحق بالمجموعة المالية هيرميس، أكبر بنك استثماري في مصر والعالم العربي، وعمل رئيساً لقطاع عمليات بنوك الاستثمار، ثم مسؤولاً عن توسُّع المجموعة الإقليمي لتصبح أكبر بنك استثماري في العالم العربي. ومنذ عام 2008 وحتى أكتوبر 2013 شغل منصب الرئيس التنفيذي للمجموعة المالية هيرميس القابضة.

### مشاركاته في الشأن العام وآراؤه الاقتصادية
كانت ثورة الخامس والعشرين من يناير 2011، نقطة تحول مهمة دفعت حسن هيكل إلى المشاركة بصورة أوسع في الشأن العام. فعلى الرغم من اهتمامه المبكر بالواقع السياسي والاقتصادي، والذي كان حتمياً بحكم عوامل شتى، فإن آفاق التغيير التي أتاحتها ثورة يناير دفعته إلى تكثيف مشاركاته وعرض رؤيته للخروج بمصر من أزماتها السياسية الاقتصادية والاجتماعية على قطاعات أوسع من النخب السياسية والاقتصادية وجماهير الشعب المصري. وقد احتل الشأن الاقتصادي، كما هو مُنتظر، موقعاً مهماً في هذه الرؤية.
ويفضل حسن هيكل، أن يكون عمله العام خارج الإطار الحزبي، فقد رفض الانضمام إلى أي من الأحزاب أو الحركات القائمة.
يقدم حسن هيكل برنامجاً متكاملاً يرى أنه قادر على معالجة الوضع السيئ للاقتصاد المصري، وحل كثير من مشكلاته الملحة، وإقامة قواعد أكثر صلابة لنهوض مستقبلي. وكما أوضح في أحد مقالاته فإن العلاج يحتاج إلى «بعض الخيال... وكثير من العلم والإرادة»، وهو يرى أن «الأيدي المرتعشة» ستزيد الأوضاع سوءاً.
وقد شارك «حسن هيكل» في الموجة الأولى من الثورة في يناير وفبراير 2011، كما شارك في الموجة الثانية من الثورة في أحداث محمد محمود بنوفمبر 2011 م.

### ملامح برنامج «العلاج»
يرى حسن هيكل أن قانون الضرائب المصري، منحاز للقادرين والأغنياء على حساب الطبقات الوسطى والدُنيا، وأن من الضروري فرض ضريبة على الأغنياء (الذين تزيد ثرواتهم على 10 ملايين دولار كرقم مقترح) من أجل الصالح العام. ويتضمن برنامجه بصورة رئيسية عدداً من الإجراءات الضرورية، فإلى جانب «ضريبة الثروة»، يقترح رفع الحد الأدني للأجور، وصرف بدل بطالة (300 جنيه شهرياً) لنحو ستة ملايين عاطل، وتوفير بدل تضخم (150 جنيه شهرياً) لاثني عشر مليون عائلة، على أن يتم تمويل هذه الإعانات التي ستنشط عجلة الاقتصاد، من عدد من المصادر، أهمها رفع سعر الغاز الذي يستفيد منه الأغنياء حالياً، وكذلك رفع سعر الغاز المقدم من الدولة للصناعات كثيفة الاستخدام للطاقة في مصر، ووقف الهدر المتمثل في دعم أسعار الطاقة الذي تستفيد منه الطبقات القادرة بشكل استفزازي. ويضع البرنامج خطوات واضحة ومحددة لتنفيذ كل جزء من أجزائه.
وقد تضمن مقال له نشرته جريدة فاينانشال تايمز بتاريخ 22 نوفمبر 2011، اقتراحاً بأن تقوم كل الدول بفرض ضريبة جديدة من أجل مواجهة الأزمات الاقتصادية التي تعصف بمعظم دول العالم، على أن يشترك في سدادها كل رجل أعمال تعدى وعاؤه الضريبي حاجز عشرة ملايين دولار، وحدد لها سعراً ضريبياً 10%، ويتم تحصيلها لمرة واحدة. وفي مقاله سمى حسن هيكل الضريبة المقترحة «ضريبة ميدان التحرير» مستلهماً إياها من ثورة الشعب المصري، وتوقع أن تجني هذه الضريبة في أول حصاد لها ما يوازي 5 تريليونات دولار أمريكي، يمكن توجيهها لحل المشكلات الاقتصادية العالمية، خصوصاً في دول العالم الثالث.
وعلى إثر نشر المقال وجهت جامعة هارفارد الأمريكية وأوكسفورد البريطانية إليه دعوة لإلقاء محاضرة حول اقتراحه، أوضح فيها أن «السبب في طرح هذا النوع من الضرائب هو أن القادرين في العالم بشكل عام لا يدفعون حصتهم في ضرائب الدخل كاملة بسبب الإعفاءات الضريبية».
وأضاف أن «الضريبة علي الثروة ليست جديدة في الفكر المالي والاقتصادي حيث إن الزكاة هي في الأصل ضريبة علي الثروة، وإن كانت سنوية وبنسبة أقل».

## تحقيقات
يذكر أن حسن هيكل وبعد قيام ثورة 25 يناير تم استدعاؤه لنيابة الأموال العامة لسؤاله عن علاقة أعماله ببعض الشركات التي يملكها جمال مبارك نجل الرئيس السابق، حسني مبارك، واتهم مع رجل الأعمال ياسر الملواني في قضية فساد كبرى وفر خارج مصر، وظل حسن هيكل خارج مصر إلى أن ظهر في عزاء والده، محمد حسنين هيكل في 17 فبراير 2017، وحينها أكد أنه لم يكن هارباً وأن طبيعة عمله استلزمت السفر حتى لا تتعطل استثماراته.

## جوائز
- اختير في فبراير 2009 من مجلة "Institutional Investor"، إحدى أشهر المجلات الاقتصادية المتخصصة، واحداً من أهم 10 شخصيات في العالم العربي في مجال المال والاقتصاد.